# Grand Prix Formule 1 van Monaco 1966
De Grand Prix Formule 1 van Monaco 1966 werd gehouden op 22 mei in Monte Carlo op het circuit van Monaco. Het was de eerste race van het seizoen.

## Uitslag
| Pos. | Nr. | Coureur         | Constructeur    | Rondes | Tijd / Oorzaak uitval | Grid | Punten |
| ---- | --- | --------------- | --------------- | ------ | --------------------- | ---- | ------ |
| 1    | 12  | Jackie Stewart  | BRM             | 100    | 2:33:10.5             | 3    | 9      |
| 2    | 16  | Lorenzo Bandini | Ferrari         | 100    | + 40.2                | 5    | 6      |
| 3    | 11  | Graham Hill     | BRM             | 99     | + 1 Ronde             | 4    | 4      |
| 4    | 19  | Bob Bondurant   | BRM             | 95     | + 5 Rondes            | 16   | 3      |
| NF   | 9   | Richie Ginther  | Cooper-Maserati | 80     | Transmissie           | 9    |        |
| NC   | 21  | Guy Ligier      | Cooper-Maserati | 75     | Niet geklasseerd      | 15   |        |
| NC   | 18  | Jo Bonnier      | Cooper-Maserati | 73     | Niet geklasseerd      | 14   |        |
| NF   | 4   | Jim Clark       | Lotus-Climax    | 60     | Ophanging             | 1    |        |
| NF   | 10  | Jochen Rindt    | Cooper-Maserati | 56     | Motor                 | 7    |        |
| NF   | 14  | Jo Siffert      | Brabham-BRM     | 35     | Koppeling             | 13   |        |
| NF   | 6   | Mike Spence     | Lotus-BRM       | 34     | Ophanging             | 12   |        |
| NF   | 7   | Jack Brabham    | Brabham-Repco   | 17     | Versnellingsbak       | 11   |        |
| NF   | 17  | John Surtees    | Ferrari         | 16     | Transmissie           | 2    |        |
| NF   | 8   | Denny Hulme     | Brabham-Climax  | 15     | Transmissie           | 6    |        |
| NF   | 2   | Bruce McLaren   | McLaren-Ford    | 9      | Olielek               | 10   |        |
| NF   | 15  | Bob Anderson    | Brabham-Climax  | 3      | Motor                 | 8    |        |
| NS   | 20  | Phil Hill       | Lotus-Climax    | 0      |                       |      |        |

## Statistieken
| Pole-position | Jim Clark       | Lotus-Coventry | 1:29.9 |
| Snelste ronde | Lorenzo Bandini | Ferrari        | 1:29.8 |

## Noot
- Dit was het debuut van de Franse coureur Guy Ligier.
- Dit was de 25ste pole position voor Jim Clark.
- Eerste snelste ronde voor Lorenzo Bandini.

1929 · 1930 · 1931 · 1932 · 1933 · 1934 · 1935 · 1936 · 1937 · 1948 · 1950 · 1955 · 1956 · 1957 · 1958 · 1959 · 1960 · 1961 · 1962 · 1963 · 1964 · 1965 · 1966 · 1967 · 1968 · 1969 · 1970 · 1971 · 1972 · 1973 · 1974 · 1975 · 1976 · 1977 · 1978 · 1979 · 1980 · 1981 · 1982 · 1983 · 1984 · 1985 · 1986 · 1987 · 1988 · 1989 · 1990 · 1991 · 1992 · 1993 · 1994 · 1995 · 1996 · 1997 · 1998 · 1999 · 2000 · 2001 · 2002 · 2003 · 2004 · 2005 · 2006 · 2007 · 2008 · 2009 · 2010 · 2011 · 2012 · 2013 · 2014 · 2015 · 2016 · 2017 · 2018 · 2019 · 2020 · 2021 · 2022 · 2023 · 2024 · 2025